# CT Bus S.A.
CT Bus este compania de transport ce operează în municipiul Constanța. Rețeaua este deservită în prezent de autobuze Isuzu, Maz, BYD, Ayats, Mercedes Benz, ZTE

## Trasee[1]
În prezent, CT Bus dispune de 31 de trasee de autobuz (21 Linii Autobuz, 3 Transport Elevi, 4 Trasee de Noapte, 2 Trasee Estivale) și 374 de stații de autobuz.
Hartă Trasee

### Linii
Linia 1
Confort Urban(Sere) - Bd. A. Vlaicu - Tomis 3
Lungimea Traseului = 19,4 km - 37 stații
Durata Cursei = 50 min                
Linia 2-43
Tomis Nord - Centru - Gară - Poarta 6
Lungimea Traseului = 21.6 km - 50 stații
Durata Cursei = 85 min
Linia 3
Tomis Nord - Sanatoriu TBC Palazu Mare - Tomis Plus
Lungimea Traseului = 16,8 km - 33 stații
Durata Cursei = 65 min 
Linia 3B
Tomis Nord - Târg Legume-Fructe(varianta Ovidiu DN3C)
Lungimea Traseului = 12,7 km - 23 stații
Durata Cursei = 40 min 
Linia 5-40
Pe durata sezonului estival oprește și la stația Aqua Magic
Confort Urban - Gară - Campus
Lungimea Traseului = 30,9 km - 66 stații
Durata Cursei = 105min 
Linia 5b
Confort Urban(Sere) - KM 5 - Gară
Lungimea Traseului = 17,9 km - 37 stații
Durata Cursei = 43 min                                                                
Linia 13
Auchan (KM 5) - C.E.T. - CARREFOUR
Lungimea Traseului = 29,8 km - 58 stații      
Durata Cursei = 100 min
Linia 14
Pe durata sezonului estival oprește și la stația Aqua Magic
Zona Industrială - Casa de Cultură - Unirii - Vivo
Lungimea cursei = 30,4 km - 64 stații
Durata Cursei = 100 min
Linia 42
Tomis Nord - Centru - Portul Tomis
Lungimea Traseului = 14,1 km - 29 stații
Durata Cursei = 55 min 
Linia 43C
Gară - Tomis III - Carrefour
Lungimea Traseului = 16,4 km - 33 stații
Durata Cursei = 65 min 
Linia 43M
Gară - Tomis III - Vivo
Lungimea Traseului = 15,5 km - 33 stații
Durata Cursei = 65 min 
Linia 44
Poarta 1 (Port) - Casa de Cultură - Ștefăniță Vodă
Lungimea Traseului = 17,5 km - 41 stații
Durata Cursei = 57 min                                                                                                                                                                                                                                                                
Linia 47M
NU circulă pe durata sezonului estival
Tabără Turist - Mamaia - Campus
Lungimea Traseului = 12 km - 21 stații                                
Durata Cursei = 34 min                                                                
Linia 48
Palas - I.C. Brătianu - Poarta 2 (Port)
Lungimea Traseului = 14,4km - 32 stații
Durata Cursei = 53 min 
Linia 51
Poarta 1 - Casa de Cultură - Halta Traian (Inel II)
Lungimea Traseului = 11 km - 26 stații
Durata Cursei = 40 min                                                                                                                                                                                                                                                                
Linia 51b
Poarta 1 - Halta Traian - Aurel Vlaicu
Lungimea Traseului = 14,26 km - 32 stații
Durata Cursei = 55 min                                                                
Linia 100
Pe durata sezonului estival este înlocuit cu 100M, care circulă și prin stațiunea Mamaia
Gară - Lăpușneanu - Sat Vacanță
Lungimea Traseului = 11,7 km - 25 stații
Durata Cursei = 80 min
Linia 100C
Gară - Lăpușneanu - Carrefour
Lungimea Traseului = 17,3 km - 36 stații
Durata Cursei = 62 min  
Linia 101
Zona Industrială - Gară - Poarta 1 (Port)
Lungimea Traseului = 23,8 km - 52 stații
Durata Cursei = 81 min  
Linia 101M
Gară - C.E.T. - Vivo
Lungimea Traseului = 24 km - 44 stații
Durata Cursei = 82 min                                
Linia 102
Pescarie - Bd. Mamaia - Industriala
Lungimea Traseului = 19,8 km - 38 stații
Durata Cursei = 70 min 

### Trasee Transport Elevi
Traseu E1
Gara - Bd.Lăpușneanu - Tomis Nord
Lungimea Traseului = 12 km - 24 stații
Durata cursei = 60 min
Traseu E2
KM5 - str.Cumpenei - str.Soveja - Tomis Nord
Lungimea Traseului = 17,8 km - 29 stații
Durata cursei = 70 min
Traseu E3
Palazu mare - Tomis Nord
Lungimea Traseului = 12 km - 22 stații
Durata Cursei = 60 min

### Trasee de Noapte
Traseele de noapte nu circulă pe durata întregului an!
Linia N102
Zona Industrială - Faleză Nord - Pescărie
Lungimea Traseului = 19,8 km - 46 stații
Durata Cursei = 50 min
Linia N2-43
Tomis Nord - Centru - Gară - Poarta 6
Lungimea Traseului = 21,6 km - 50 stații
Durata Cursei = 70 min
Linia N5-40
Confort Urban - Sere - Gară - Campus
Lungimea Traseului = 30,9 km - 66 stații
Durata Cursei = 80 min
Linia N100M
Gară - Lăpușneanu - Stațiunea Mamaia
Lungimea Traseului = 23 km - 45 stații
Durata Cursei = 80 min

### Liniile Estivale
CiTy Tour
Gară - Port - Centru - Mamaia(Tabără Tourist)
Lungimea Traseului = 32,3 km - 54 stații
Durata Cursei = 130 min
Autobuzele CiTy Tour circulă pe principiul Hop On / Hop Off. Marele avantaj pentru pasageri este posibilitatea întreruperii traseului turistic pentru vizitarea obiectivelor de interes și continuarea călătoriei cu un alt autobuz etajat, din oricare stație, în prețul biletului achitat inițial. Autobuzele includ în ruta lor 100 de obiective turistice importante din orașul Constanța și din stațiunea Mamaia: Silozurile Anghel Saligny, Vechea Bursă Maritimă, Gara maritimă, Cuibul Reginei, Muzeul de Istorie și Arheologie, Edificiul roman cu mozaic, Moscheea Carol I, Cazinoul, Acvariul, Farul Genovez, Portul turistic "Tomis", Delfinariu, Satul de Vacanță, Cazinoul din Mamaia si altelele.

## Tarife[2]
Program Tonete

### Bilete
- 1 călătorie 3,00 lei
- 2 călătorii 6,00 lei
- 75 min (toate liniile) 5,00 lei
- 24 ore (toate liniile) 11,00 lei
- 7 zile (toate liniile) 37,00 lei
- 1 călătorie CiTy Tour 7,00 lei
- 1 zi CiTy Tour 11,00 lei

### Abonamente
- 1 linie (nominalizat) 58,00 lei
- 2 linii (nominalizat) 85,00 lei
- Toate liniile (nominalizat) 132,00 lei
- Toate liniile la purtător (nenominalizat) 148,00 lei
- Toate liniile valabilitare 6 luni 660,00 lei
- Toate liniile valabilitate 12 luni 1320,00 lei

#### Reduceri 50%
Beneficiari:
- Studenții;
- Personalul didactic si nedidactic;

#### Gratuități
Beneficiari:
- Elevii din învățământul preuniversitar;
- Pensionarii(cu pensii până la 2100 lei);
- Persoanele Peste 60 de Ani(Fără venituri);
- Veteranii de Război;
- Revoluționarii sau Răniții în Revoluție;
- Deportații și Deținuții Politici;
- Strămutații și Persecutații Etnic;

### Moduri de Plată
- Bilet si abonament de la tonete
- Aplicația 24Pay[3]
- Cardul CT Bus[4]
- Cardul Bancar în autobuz[5]

Cardurile de călătorie nenominale pot fi achiziționate de la tonamatele amplasate prin municipiu. Cardurile de călătorie nominale pot fi achiziționate de la tonete. Achiziționarea călătoriilor prin SMS și MobilPay Wallet este acum indisponibilă.

## Autobuzele din Constanța

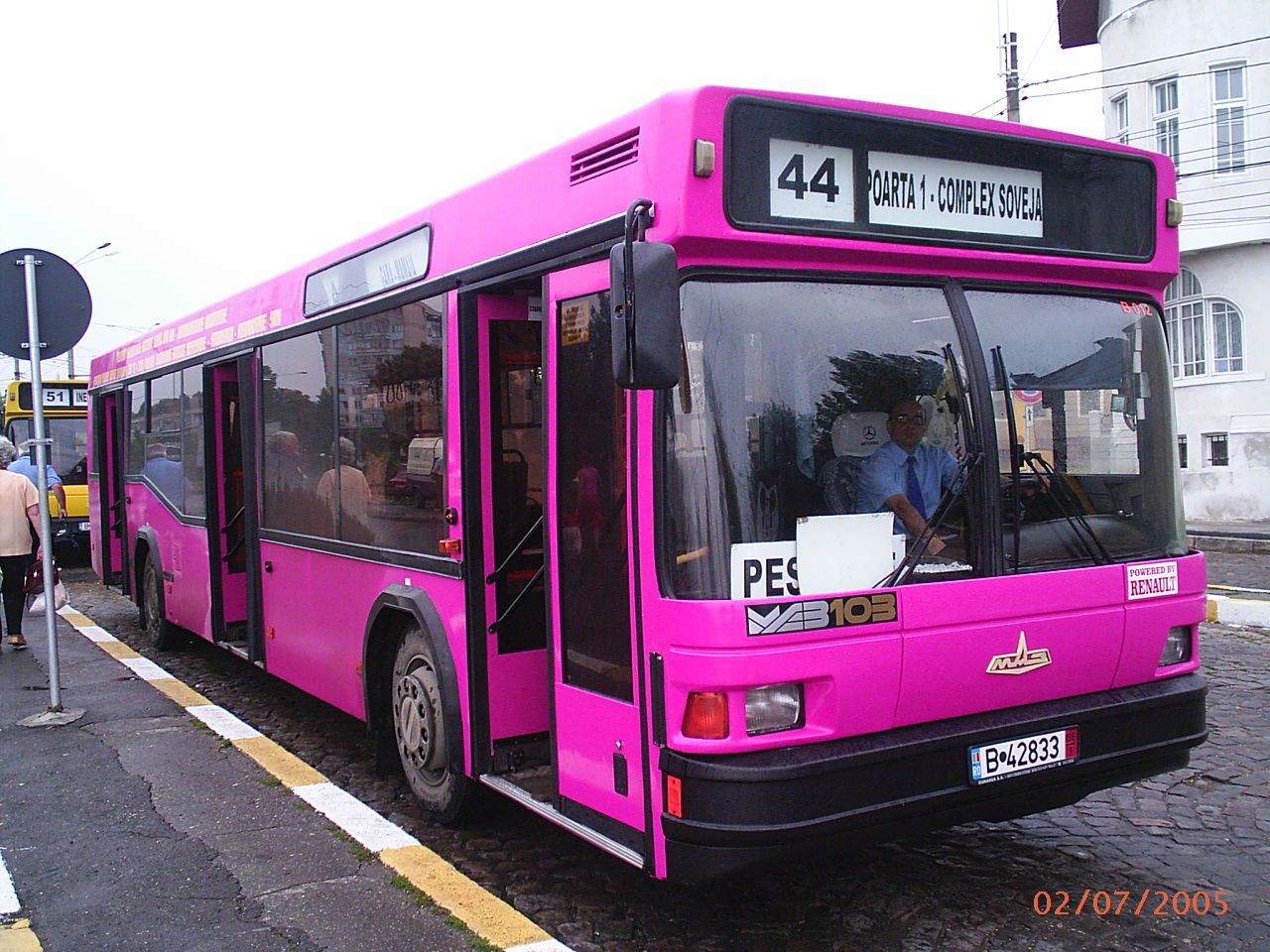

CT Bus deține spre exploatare 10 autobuze etajate marca Ayats cu motor Volvo, autobuze MAZ ( tip 103 , 107 și 203), 104 autobuze Isuzu Citiport 12 HyPer, Mercedes Benz Cibro, 20 autobuze BYD K9UB și 21 de autobuze ZTE GRANTON BMC

Autobuz cu etaj descoperit (Open Top Double Decker) în Constanța City Tour

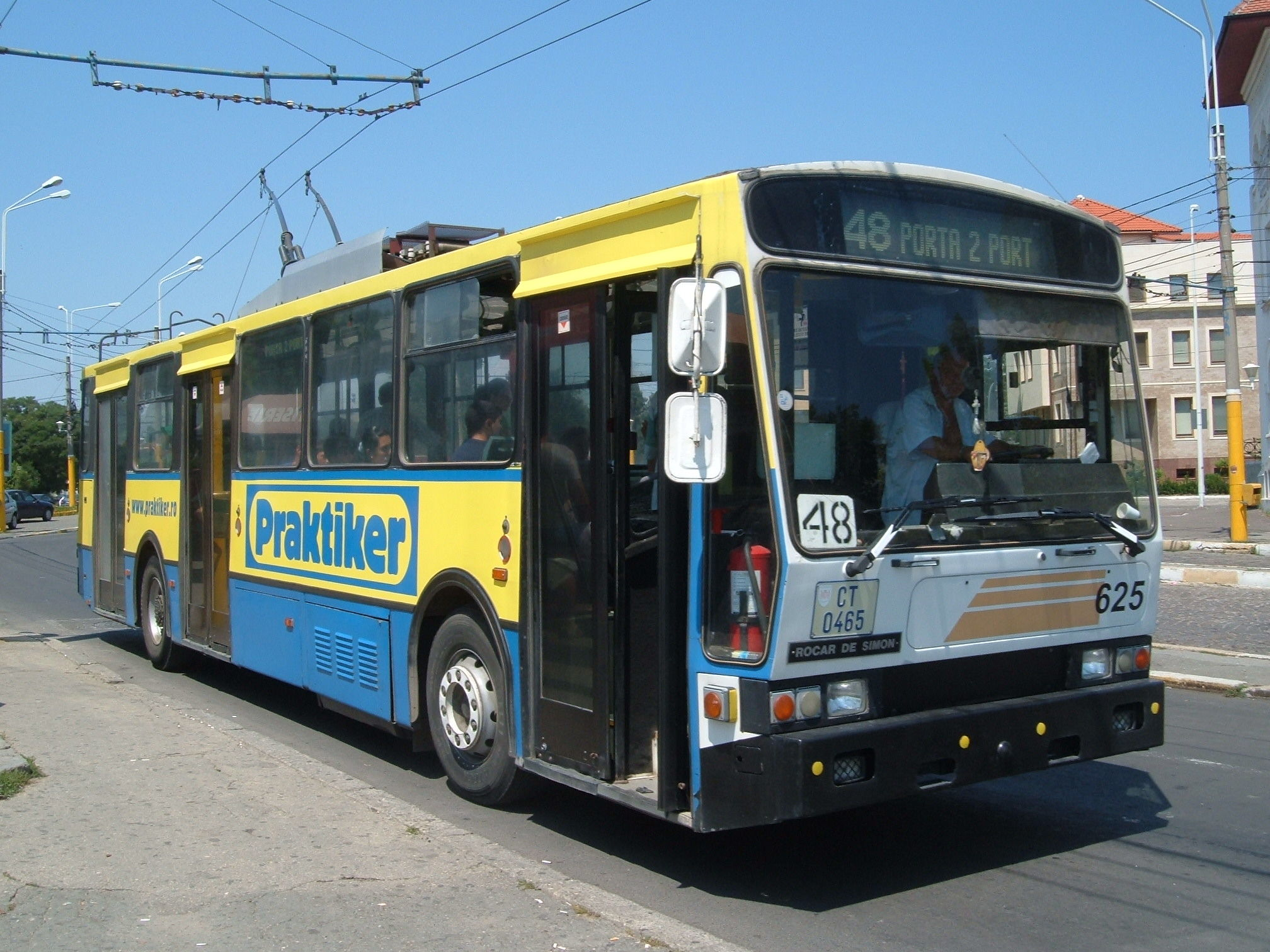
Troleibuz Rocar De Simon 412E nr. 625 a RATC pe linia 48

### Fostele Troleibuze din Constanța
CT Bus a deținut spre exploatare troleibuze:
- Rocar de Simon 412E
- Rocar 212E

### Fostele Tramvaie din Constanța
CT Bus a deținut spre exploatare și 7 linii de tramvai care au fost desființate complet . Tramvaiele de pe liniile 100, 101 și 102 au fost înlocuite cu autobuze, iar linia 104 a fost înlocuită cu linia de autobuz 2B, iar liniile 101b, 103 și 105 au fost desființate complet, nemaiînlocuindu-se cu autobuze. 

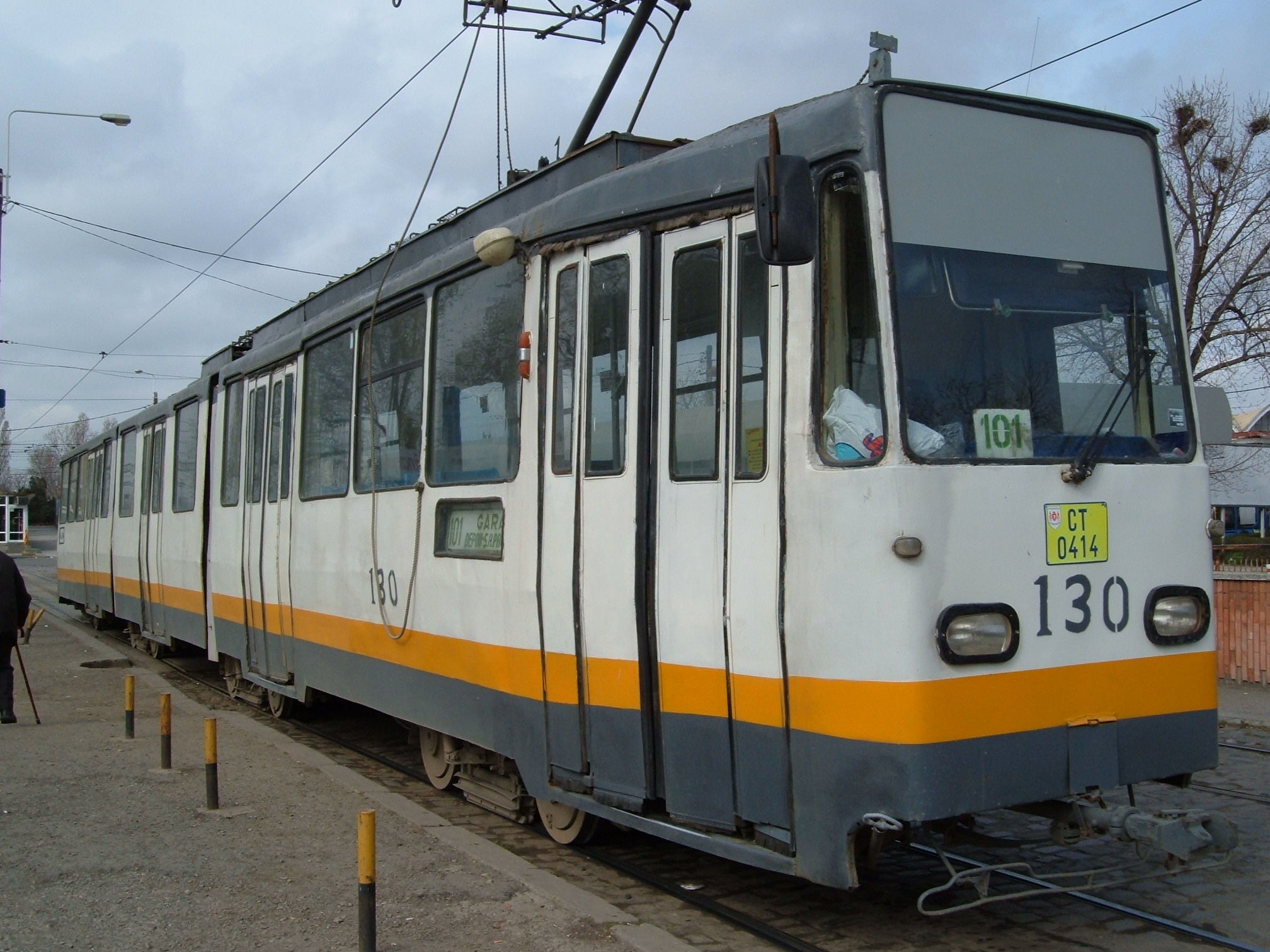
Tramvai ITB V3A - C pe linia 101, la Gară

#### Garnituri
- ITB V3A - C
- Tatra KT4D

## Istoric

### 1905 - 1906 - Tramvaiul tras de cai sau tramcarul
Primul pas făcut în transportul public de călători în județul Constanța a fost punerea în circulație a tramcarului în anii 1905 - 1906 pe ruta Constanța - Techirghiol, acesta putând transporta între 8 și 14 persoane. Odată cu înființarea stațiunii Mamaia în 1906, la ordinul regelui Carol I a fost dată în exploatare linia de cale ferată cu utilizare sezonieră, care făcea legătura între Constanța și Mamaia, realizând un transport mixt, ziua transport de persoane și noaptea pentru transport de marfă.

### 1920 - Prima linie de autobuze
Mai târziu, sub conducerea inginerului Radu Stoica, Societatea de Transport Constanța (S.T.P.) inaugurează, în data de 30 Mai 1920, prima linie de autobuze pe ruta Constanța - Techirghiol. În anul 1925 orașul Constanța este declarat municipiu și avea o populație de 59.164 locuitori, cuprinzând comuna Anadalchioi, cartierele Viile Noi, Palazu Mare și I.C.Brătianu.

### 1935 - 1944
În 1935, Societatea de Transport Persoane denumită "Săgeată", cu sediul în București, câștigă concesiunea exclusivă a transportului în comun de persoane din municipiul Constanța.
În noiembrie 1943 sunt aduse de la Odessa vagoane de tramvai ce au circulat pe ruta Poșta Veche - Bd. Tomis - Bd. Mamaiei - Spitalul Militar - Retur, până în 1944 când au fost retrase și trimise înapoi orașului Odessa.

### 1948 - 1955
În 1948, "Cooperativa Transportul Dobrogean" avea în dotare 33 de autobuze care circulau pe 5 trasee și era subordonată Consiliului Popular. În anul 1950 activitatea de transport în comun persoane este integrată în Întreprinderea Comunală Constanța. Începând cu 1955 se înființează primul serviciu "TAXI", deservit de 10 autoturisme marca Pobeda M20.

### 1959 - Prima linie de troleibuze
În 1959 se dă în exploatare prima linie de troleibuze cu o lungime de 10,4 km, realizată de troleibuze românești tip TV 2E.
Tot în același an se înființează unitatea de transport în comun de persoane denumită I.T.C. Constanța. La sfârșitul anului 1969, I.T.C. Constanța deține spre exploatare 239 autobuze, 109 troleibuze, 27 taximetre și 72 autovehicule de transport marfă și speciale.

### 1979 - Introducerea autotaxării
În 1979 I.T.C. Constanța se transformă în Întreprinderea Județeană de Transport Local Constanța (I.J.T.L. Constanța), avându-l ca director pe ing. Teodor Voineagu și preluând autovehiculele de la unitățile subordonate Consiliului Popular Județean Constanța. Tot în același an este introdusă autotaxarea în mijloacele de transport in comun .

### 1980 - 1996
La 1 Ianuarie 1980 I.J.T.L. Constanța avea 5300 de angajați și 1784 de autovehicule din care 811 deserveau transportului în comun: 640 autobuze , 123 troleibuze , 48 taximetre și 973 autovehicule de transport marfă . 
În 1984 se inaugurează prima linie de tramvai (100) , cu traseul Gară - Sat Vacanță , cu o lungime de 11,8 km cale simplă , deservită de 10 tramvaie dublu - articulate tip ITB V3A - C.
Între 1984 și 1986 se dau în folosință alte trei linii de tramvaie (101 , 101B și 102) însumând 27,5 km cale simplă , precum și depoul de tramvaie situat la capătul Străzii Industriale , cu halele de reparații și întreținere . 
În 1990 I.J.T.L. Constanța se transformă în Regie Autonomă , iar activitatea de transport persoane cu taximetrul și cea a autoutilitarelor de transport marfă și speciale se desprind , formând un agent separat. O nouă linie de transport persoane cu tramvaiul este dată în folosință la 21 Octombrie 1996 , cu o lungime de 4,8 km cale simplă (linia 104).

### 2004 - 2019 - Eliminarea tramvaielor
În perioada 2001 - 2004, sub conducerea ing. Dumitru Coiciu sunt achiziționate cu sprijinul Consiliului Local al Municipiului Constanța 130 autobuze tip MAZ 103 , demarându-se astfel programul "De reabilitare a parcului de autovehicule". În anul 2007, cu ajutorul Consiliului Local al Municipiului Constanța sunt achiziționate din Spania 10 autobuze etajate marca Ayats, cu motor Volvo. Acestea sunt utilizate în programul Constanța City Tour, program estival dedicat turiștilor și nu numai, atingând de-a lungul traseului majoritatea obiectivelor istorice și arhitecturale ale orașului Constanța. Ulterior, pe parcursul sezonului estival, RATC lansează alte două trasee care au drept scop atragerea turiștilor pe litoralul românesc: Mamaia Estival și Litoral Estival, acestea din urmă parcurgând litoralul până la Mangalia și retur, la inițiativa Consiliului Județean. Pe data de 15 septembrie 2017, plata prin SMS este valabilă la numărul 7475. Introducerea a 104 autobuze Isuzu Citiport 12 HyPer este finalizată pe 15 martie 2019. Pe data de 26 martie 2019 RATC oferă o nouă modalitate de plată prin aplicația MobilPay.

### Prezent - CT Bus
RATC devine CT Bus S.A. pe 04 noiembrie 2019. CT Bus introduce plata cu cardul bancar direct în autobuz și introduce liniile de miniautobuz 13 si 14, deservite de miniautobuzele Mercedes Benz Cibro. Pe data de 1 noiunie 2022, CT Bus a implementat o modalitate mai convenabilă de plată a călătoriilor prin intermediul aplicației 24Pay. Apoi, pe data de 18 august 2022, a fost instalat primul refugiu nou de autobuz din cele 125 planificate. Până la sfârșitul lunii septembrie, au fost montate 25 de stații, iar celelalte 100 au fost adăugate câte 20 pe lună. În septembrie 2022, CT Bus a prezentat cardul de călătorie CT Bus. Apoi, pe data de 1 octombrie 2022, CT Bus a introdus primele autobuze electrice (BYD K9UB), achiziționate prin Programul Operațional Regional 2014-2020. Aceste autobuze deservesc liniile 100 (12 autobuze), 100C (4 autobuze) și 43M (4 autobuze). Pe data de 19 noiembrie 2022, a fost inaugurată noua linie de autobuz 47M (Tabără Turist- Mamaia - Campus), oferind astfel o nouă opțiune de transport pentru călători prin Stațiunea Mamaia. Liniile 102P si 102N fuzionează în linia 102 (Zona Industrială - Faleză Nord - Pescărie) pe 01 iunie 2023, iar, de asemenea, linia 13 începe să fie deservită și de autobuzele Isuzu. La Primăria Constanța este semnat Actul Constitutiv al Asociației de Dezvoltare Intercomunitară Transport Public Constanța alături de primarii din Năvodari, Cumpăna, Ovidiu și Valu lui Traian, anunțându-se reintroducerea liniei de autobuz 23 (Constanța - Năvodari) cu autobuze electrice. 21 de autobuze noi ZTE Granton au fost introduse pe traseele liniilor 42, 3 și 5b pe 18 martie 2024. Pe 1 august 2024, cu excepția liniei N100M, traseele de noapte au fost desfințate, urmând ca mai târziu să fie redus din numărul curselor de pe durata zilei. Începând cu 17 martie 2025, plata călătoriei prin SMS și MobilPay Wallet nu a mai fost disponibilă, iar prețul biletelor a crescut.